# Streetman (Texas)
Streetman es un pueblo ubicado en el condado de Freestone en el estado estadounidense de Texas. En el Censo de 2010 tenía una población de 247 habitantes y una densidad poblacional de 197,45 personas por km².

## Geografía
Streetman se encuentra ubicado en las coordenadas 31°52′33″N 96°19′27″O / 31.87583, -96.32417. Según la Oficina del Censo de los Estados Unidos, Streetman tiene una superficie total de 1.25 km², de la cual 1.24 km² corresponden a tierra firme y (0.62%) 0.01 km² es agua.

## Demografía
Según el censo de 2010, había 247 personas residiendo en Streetman. La densidad de población era de 197,45 hab./km². De los 247 habitantes, Streetman estaba compuesto por el 78.14% blancos, el 13.77% eran afroamericanos, el 2.02% eran amerindios, el 2.43% eran asiáticos, el 0% eran isleños del Pacífico, el 2.43% eran de otras razas y el 1.21% pertenecían a dos o más razas. Del total de la población el 5.67% eran hispanos o latinos de cualquier raza.